# Yuhanon Mar Dioscoros
Yuhanon Mar Diascoros (Kerala, 28 maggio 1964) è un arcivescovo cristiano orientale indiano, rettore della Diocesi di Madras, e vicario metropolita della Diocesi di Kottayam, afferente alla Chiesa ortodossa siriaca del Malankara.

## Biografia
Nacque il 28 maggio 1964, figlio di P. T. Mathunny Panicker e della signora Kunjamma Panicker. 

È membro del St Thomas Orthodox Valiyapally, a Kundara.
Ha conseguito la laurea in teologia presso l'Università del Kerala nel 1984, il diploma teologico (GST) presso il Seminario Ortodosso di Kottayam, il Bachelor of Divinity (BD) presso l'Università di Serampore nel 1988, il master nel 1991 e, quattro anni dopo, il Dottorato (1995) presso il Pontificio Istituto Orientale di Roma. Nel 1987 ha ottenuto la certificazione in Patrocinio Pastorale (Pastoral Counseling) presso l'Università di Glasgow, in Scozia.

## Sacerdozio
È stato ordinato suddiacono il 13 giugno 1987, diacono il 15 maggio 1989, e il 3 giugno 1989 è stato ordinato sacerdote dal Geevarghese Mar Dioscorus, metropolita dell'Arcidiocesi di Trivandrum. Dal 1990 al 1992 ha diretto il Centro della Santissima Trinità per i minori diversamente abili di Trivandrum (1990-91), e dal 1994 al 1997 insegnò al Collegio Teologico della Santissima Trinità afferente alla Chiesa ortodossa etiope.
È stato vicario di varie Chiese ortodosse, fino a divenire vicario generale di Chengannur dal 1998 al 2002.
L'11 settembre 2008 fu eletto vescovo a Pampakuda, unitamente ad altri sei presbiteri. Il 4 dicembre 2008 Baselios Mar Thoma Didymos lo nominò Ramban, in vista della sua consacrazione episcopale il 19 febbraio 2009 da parte di Didymos I presso la Chiesa ortodossa di San Giorgio a Puthuppally.